# Торе де' Бузи
То̀ре де' Бу̀зи (на италиански: Torre de' Busi, на западноломбардски: Tor de Büs, Тор де Бюз) е село и община в Северна Италия, провинция Бергамо, регион Ломбардия. Разположено е на 472 m надморска височина. Населението на общината е 1970 души (към 2014 г.).